# یورگوو
یورگوو (به لهستانی:  Jurgów) یک روستا در لهستان است که در گمینا بوکووینا تاتژانگسکا واقع شده‌است. یورگوو ۷٫۶۸ کیلومتر مربع مساحت و ۹۰۳ نفر جمعیت دارد.

## نگارخانه

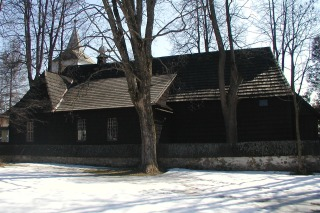